# Liste des folies de Paris
Cet article liste les folies de Paris en France. Une folie est une maison de villégiature ou de réception construite par l'aristocratie ou la bourgeoisie aisée en périphérie des villes. De taille plus modeste que des châteaux, ces bâtiments sont souvent entourés de vastes jardins qui ont été lotis au XIXe siècle.

## Liste

### Folies subsistantes
| Folie                                 | Arrdt. | Protection | Notes | Coordonnées                            | Illus. |
| ------------------------------------- | ------ | ---------- | ----- | -------------------------------------- | ------ |
| Folie d'Artois (Château de Bagatelle) | 16e    | Classé MH  |       | 48° 52′ 18,28″ nord, 2° 14′ 50,18″ est |        |
| Château des Brouillards               | 18e    |            |       | 48° 53′ 18″ nord, 2° 20′ 16″ est       |        |
| Pavillon Carré de Baudouin            | 20e    | Inscrit MH |       | 48° 52′ 00″ nord, 2° 23′ 38″ est       |        |

### Folies détruites
| Folie                  | Arrdt.   | Notes | Coordonnées                      | Illus. |
| ---------------------- | -------- | --- | -------------------------------- | ------ |
| Folie Beaujon          | 8e       | Détruite en 1876 pour faire place à l'hôtel Salomon de Rothschild. | 48° 52′ 31″ nord, 2° 18′ 11″ est |        |
| Pavillon La Bouëxière  | 9e       | Détruit en 1840 | 48° 52′ 57″ nord, 2° 19′ 45″ est |        |
| Folie-Boutin           | 8e et 9e | Le quartier de l'Europe est le résultat du lotissement du domaine. | 48° 52′ 42″ nord, 2° 19′ 39″ est |        |
| Folie-Brancas          | 8e et 9e | Ancien château des Porcherons, ou du Coq. | 48° 52′ 33″ nord, 2° 19′ 48″ est |        |
| Folie de Chartres      | 8e       | La rue Murillo a été percée à l'emplacement du pavillon. Une partie du domaine a été conservé (actuel parc Monceau). | 48° 52′ 40″ nord, 2° 18′ 25″ est |        |
| Folie Marbeuf          | 8e       | Rasée dans les années 1860 pour percer la rue Lincoln | 48° 52′ 15″ nord, 2° 18′ 08″ est |        |
| Folie-Richelieu        | 9e       | | 48° 52′ 44″ nord, 2° 19′ 47″ est |        |
| Folie Titon            | 11e      | Convertie en manufacture de papiers peints par Réveillon, elle est saccagée lors d'émeutes en avril 1789 puis totalement rasée en 1880. | 48° 51′ 02″ nord, 2° 23′ 09″ est |        |
| Folie Regnault         | 11e      | Construite au XIVe siècle, elle devient propriété des Jésuites de 1626 à 1763. Le domaine prend alors le nom de Mont-Louis. Il est acheté en 1803 par la Ville de Paris qui en fait le cœur du nouveau cimetière du Père Lachaise. Son nom subsiste dans la rue de la Folie-Regnault située à proximité. | 48° 51′ 40″ nord, 2° 23′ 34″ est |        |
| Folie Méricourt        | 11e      | Initialement appelée Folie Marcaut, son nom ne subsiste plus que dans la rue de la Folie-Méricourt ouverte à proximité. | 48° 51′ 54″ nord, 2° 22′ 15″ est |        |
| Folie Rambouillet      | 12e      | Détruite à la Révolution, elle a donné son nom à la rue de Rambouillet qui longeait ses jardins. | 48° 50′ 41″ nord, 2° 23′ 00″ est |        |
| Pâté Pâris             | 12e      | Situé approximativement au niveau actuel de l'immeuble Lumière et détruit vraisemblablement au XIXe siècle lors de l'aménagement des entrepôts de Bercy. | 48° 49′ 53″ nord, 2° 23′ 19″ est |        |
| Petit château de Bercy | 12e      | Détruit en 1877 lors de l'aménagement des entrepôts de Bercy, il n'en reste aujourd'hui que deux pans de mur visibles dans le parc de Bercy. | 48° 50′ 05″ nord, 2° 22′ 56″ est |        |